# Утраченные пьесы Эсхила

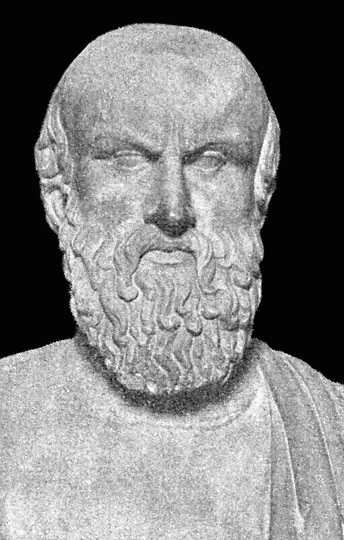
Эсхил

Из примерно восьмидесяти пьес, написанных Эсхилом, сохранились только семь. Остальные известны по названиям и по фрагментам, сохранившимся в качестве цитат, приведённых другими античными авторами, и в составе папирусных находок. Все пьесы Эсхила объединяются в тетралогии (три трагедии и одна сатировская драма), часто (но не всегда) объединённые общим сюжетом, взятым из греческой мифологии (из этого правила существует только одно исключение — сохранившаяся трагедия «Персы», которая рассказывает о современных автору событиях).

## Признание и утрата
Известно, что Эсхил 13 раз занимал первое место в драматических состязаниях. Поскольку каждый драматург представлял на таком состязании тетралогию, получается, что как минимум 52 пьесы, то есть примерно две трети всего творческого наследия Эсхила, получили высокое признание от современников. Проявлением такого признания было и беспрецедентное решение о допуске пьес Эсхила к участию в состязаниях после его смерти. Так, сын драматурга Евфорион четырежды получал первое место с пьесами отца.
В начале II века до н. э. было предпринято полное издание пьес Эсхила (видимо, Аристофаном Византийским). Судя по папирусным находкам, ещё во II веке н. э. в Египте были известны как минимум 20 произведений «отца трагедии». Но тогда же из-за изменения и стабилизации читательских вкусов и в силу специфических нужд классического образования был создан канон из семи пьес Эсхила, который постепенно вытеснил из обращения все остальные его тексты. В средневековых рукописях содержатся только эти семь трагедий.

## Список драматических циклов
- Первая дионисова тетралогия
  - Эдоняне
  - Бассариды (о растерзании Орфея)
  - Юноши (возможно, об убийстве Ликургом собственного сына Дрианта)
  - Ликург (сатировская драма)

- Вторая дионисова тетралогия
  - Семела, или Водоносицы
  - Пенфей (вероятно, Вакханки — второе название той же трагедии[3])
  - Шерстечесальщицы (о Дионисе и Миниадах)
  - Кормилицы Диониса

- Цикл о Прометее
  - Прометей прикованный (сохранилась)
  - Прометей освобождаемый
  - Прометей-огненосец (об учреждении праздника Прометий)

- Тетралогия 472 года до н. э. (без единого сюжета)
  - Финей
  - Персы (сохранилась)
  - Главк Потнийский
  - Прометей-огневозжигатель (сатировская драма)

- Пьесы о богах
  - Жрицы (об учреждении культа Артемиды-Пчелы в Эфесе)
  - Каллисто
  - Лучницы (о гибели Актеона)
  - Гелиады (обработка мифа о Фаэтоне)
  - Главк Морской (сатировская драма о рыбаке, ставшем морским божеством)

- Пьесы о старших героях
  - Афамант (история Афаманта и Ино)
  - Феоры, или Истмийские состязания (сатировская драма)
  - Сизиф-беглец (сатировская драма)
  - Сизиф-камнекат (возможно, сатировская драма[4]
  - Перребиянки (об убийстве Иксионом Эионея)
  - Иксион
  - Ниоба
  - Аталанта
  - Строители брачного терема (возможно, это трагедия Египтяне)
  - Критянки (о сыне Миноса Главке)
  - Предводящие
  - Орифия

- Тетралогия о Данаидах
  - Просительницы (сохранилась)
  - Египтяне (вероятно, о свадьбе Египтиадов и Данаид)
  - Данаиды (о суде над Гипермнестрой)
  - Амимона (сатировская драма)

- Тетралогия о Персее (известны только три части)
  - Форкиды
  - Полидект
  - Тянущие невод (сатировская драма)

- Тетралогия о Геракле
  - Алкмена
  - Гераклиды
  - Лев (сатировская драма)
  - Вестники (сатировская драма)

- Тетралогия об аргонавтах
  - Арго, или Гребцы
  - Лемнияне, или Лемниянки
  - Гипсипила
  - Кабиры (возможно, сатировская драма)

- Эдиподия (467 год до н. э.)
  - Лаий (видимо, о гибели царя)
  - Эдип
  - Семеро против Фив (сохранилась)
  - Сфинкс (сатировская драма)

- Второй фиванский цикл
  - Немея
  - Аргивяне, или Аргивянки
  - Элевсиняне (тот же сюжет, что и в написанных позже Просительницах Еврипида)
  - Керкион (сатировская драма)

- Троянский цикл
  - Мисийцы (о первом троянском походе Агамемнона)
  - Телеф (об исцелении Телефа)
  - Ифигения
  - Кикн (о первом подвиге Ахилла)
  - Паламед
  - Карийцы, или Европа
  - Мемнон (об убийстве Мемноном Антилоха Несторида)
  - Взвешивание душ (о мести Ахилла за Антилоха)
  - Филоктет (в 431 году этот сюжет обработал Еврипид, в 409 — Софокл)

- Тетралогия об Ахилле
  - Мирмидоняне (о гибели Патрокла)
  - Нереиды (вероятно, о примирении Ахилла с Агамемноном и об изготовлении оружия; возможно, и о победе над Гектором[5])
  - Фригийцы, или Выкуп тела Гектора

- Тетралогия об Аяксе Теламониде
  - Суд об оружии
  - Фракиянки (о гибели Аякса)
  - Саламинянки (о возвращении Тевкра)

- Тетралогия об Одиссее
  - Вызыватели душ (о сошествии Одиссея в Аид)
  - Пенелопа (о возвращении на Итаку и расправе с женихами)
  - Собиратели костей (здесь родственники женихов требуют от Одиссея выдать тела убитых)
  - Кирка (сатировская драма)

- Протей (сатировская драма о пребывании Менелая в Египте)
- Этнеянки (о предыстории сицилийского города Этна)
- Эпигоны (Драма о втором победоносном походе аргивян (сыновей Семерых) против Фив.)[6]

## Издания
Первое издание фрагментов утраченных пьес Эсхила, извлечённых из других античных текстов, было предпринято в 1619 году голландским филологом Яном де Меурсом. В 1856 году немецкий филолог Август Наук издал собрание фрагментов древнегреческих трагиков, начинавшееся с Эсхила. С 1932 года появился ряд папирусных находок, сделавший необходимым новые издания: Ганса Иоахима Метте и Стефана Радта. По последнему изданию был сделан перевод на русский язык, вышедший в 1989 году в составе полного издания текстов Эсхила в серии «Литературные памятники».